# Josip Rajačić

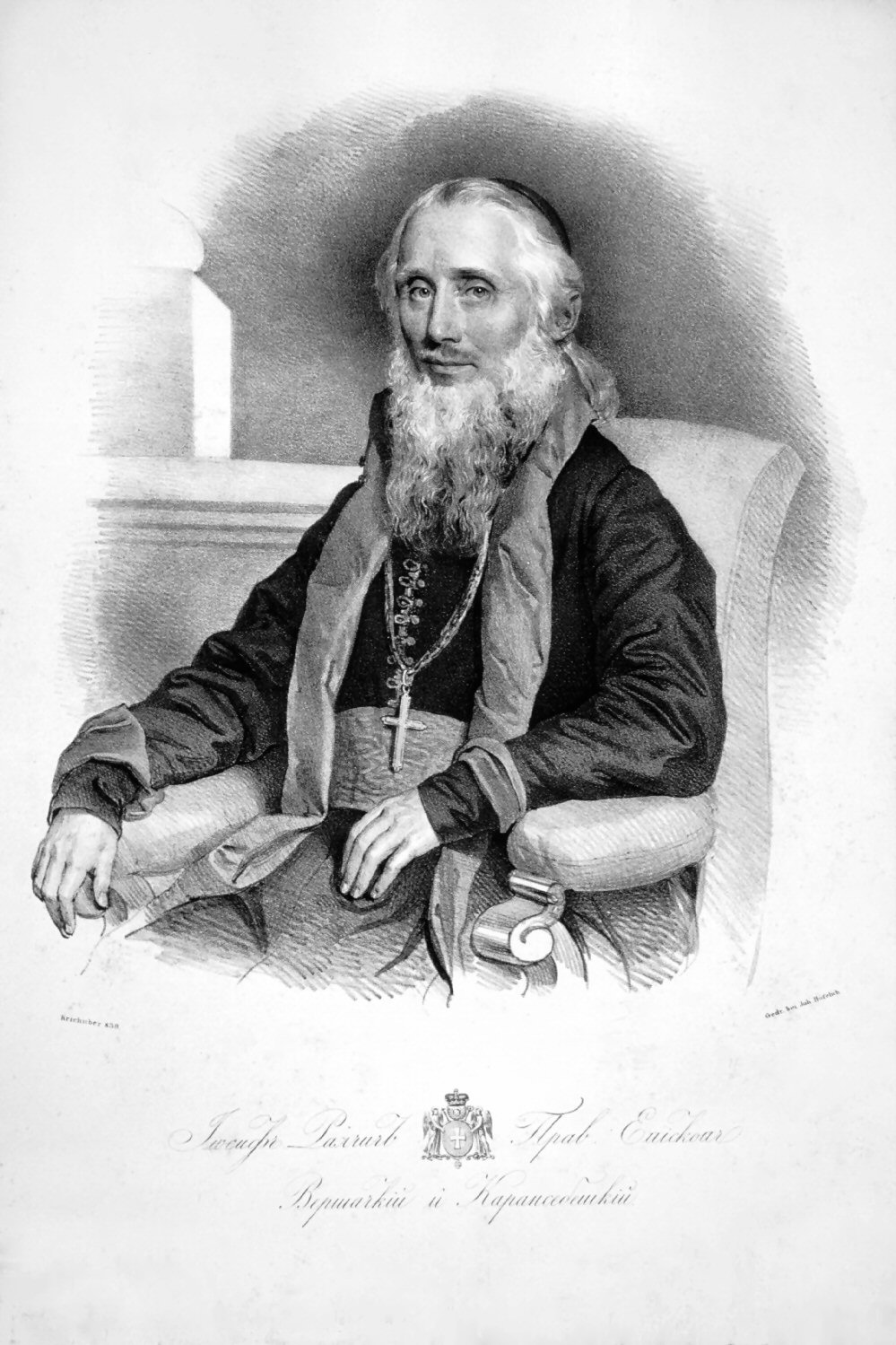
Rajačić püspök Josef Kriehuber litográfiáján

Josip Rajačić  (Lučani, Horvátország, 1785. július 30. – Karlóca, 1861. december 13.) (szerb cirill írással: Јосиф Рајачић) horvátországi születésű szerb pátriárka, a magyarországi szerb nemzeti mozgalom vezetője.

## Élete
1785. július 30-án született Horvátországban. Szegeden tanult. 1813-tól a károlyvárosi egyházmegyében lelkészkedett. 1828-tól Pakrácban volt püspökhelyettes. 1829-ben Dalmácia, majd 1834-ben Versec püspöke lett. 1842-ben karlóca érsekévé választották. Az 1848 májusában tartott karlócai szerb nemzetgyűlés pátriárkává választotta meg. Ugyanezen a gyűlésen a létrehozott szerb főbizottság elnökévé is megválasztották, de lemondott, így a bizottság elnöke Ðorđe Stratimirović lett. Stratimirović és a vajdává kinevezett Stevan Šupljikac vezetésével május közepén megindult a délvidéki fegyveres szervezkedés a Batthyány-kormány ellen.
Rajačić a szerb nemzeti mozgalom egyházi és politikai vezetőjévé vált. A magyarellenes Jelačićot 1848. június 5-én ő iktatta be báni hivatalába, és szövetséget kötött vele. Rajačić a császári udvar híve volt, Béccsel Ferdinand Mayerhofer von Grünbühl alezredesen, a belgrádi osztrák konzulon keresztül tartotta a kapcsolatot. 1848. július 24-én a magyar kormány megfosztotta érseki hivatalától. Az olmützi alkotmány kibocsátása után szembefordult az osztrák császári ház politikájával.